# Чипширинская-2
Чипширинская-2 — пещера шахтного типа, расположенная в южной части Бзыбского массива Кавказа в Абхазии, в Гудаутском районе частично признанной Республики Абхазия, согласно административному делению Грузии — в Гудаутском муниципалитете Абхазской Автономной Республики. Была обнаружена и исследована томской спелеологической экспедицией под руководством В. Л. Леринмана в 1975 году. Протяжённость ходов пещеры составляет 480 метров (проективная длина — 150 метров), её глубина — 140 метров, а объём — 8300 кубических метров (площадь — 210 м²).
По сложности прохождения пещера относится к категории 2Б. Располагается в нижнемеловых известняках.
Она состоит из нескольких вертикально расположенных труб и основного щелевидного колодца глубиной 115 метров с осыпью на дне. Отсюда узкий лаз ведёт к 16-метровому колодцу с озером. Далее труднопроходимый ход простирается на юго-запад. На 130-метровой глубине он резко поворачивает и переходит в вертикальную щель, становящуюся непроходимой после 10 метров.